# Onja Tinondia
Nofisoa Onjafarae Pascale, connue sous le nom Onja Tinondia, est une chanteuse, autrice-compositrice et chorégraphe malgache.

## Biographie
Onja Tinondia est née en 1989 à Ambovombe (ou encore Ambovombe-Androy), ville du sud de Madagascar.
Elle commence sa carrière musicale en 1995 avec ses frères dans le Vilon’Androy puis le Groupe Tinondia, pour finalement lancer sa carrière solo en 2005.

## Discographie
- 2009 : Tambitamby

## Cinéma
- 2009 : Jalôko[2]
- 2010 : Dzaomalaza et le saphir bleu